# Branchiostoma lanceolatum
El pez lanceta (Branchiostoma lanceolatum) es una especie de cefalocordado de la familia Branchiostomidae.

## Características

Anatomía de Branchiostoma lanceolatum.

Representa un ejemplo de la transición entre los invertebrados y los vertebrados. Es un animal marino, que vive en aguas poco profundas, suele encontrarse en las playas arenosas del Atlántico y el mar Mediterráneo. Es muy primitivo, con forma pisciforme y de pequeño tamaño, unos 5 cm de largo. Presenta las gónadas a ambos lados del cuerpo, con de 58 a 62 miotomas. Este animal no posee cráneo y no tiene un cerebro diferenciado ni mandíbulas, y su endoesqueleto es muy simple para ser un vertebrado, tiene un sistema nervioso formado por una cuerda dorsal que no está protegida por vértebras y parece totalmente privado de órganos sensoriales. Su coloración varía entre rosa amarillento y gris blanquecino. Es comestible.

## Historia natural
Suele permanecer en los fondos arenosos, detríticos o de marga (constituidos por algas rodofitas calcáreas de las familias Corallinacea y Peyssonneliacea). Su posición suele ser característica, con la parte posterior del cuerpo enterrada en el sustrato dejando al descubierto solo su cabeza y moviendo los cilios que rodean su boca para alimentarse y respirar. Al nadar provoca mini-corrientes de agua que arrastran el plancton hacia él, y así se puede alimentar. Su presencia indica una buena calidad de las aguas.